# Theo Trebs
Theo Trebs (Berlino, 6 settembre 1994) è un attore tedesco molto conosciuto per aver interpretato il ruolo di Ferdinando in Il nastro bianco (2009) e quello di Felix in Lezioni di sogni (2011).

## Biografia
Nato a Berlino nel 1994, Theo Trebs vive in una famiglia con cinque figli. Sua madre, Dorothea Trebs, è un agente di talento, e i suoi fratelli Enno, Lilli, Nele e Pepe sono anch'essi giovani attori tedeschi.
Trebs ha esordito come attore nel 2006 nel cortometraggio documentaristico Die kleine Benimmschule 2. Nel 2009, dopo aver recitato nel film Maga Martina e il libro magico del draghetto e nella miniserie Krupp - Eine deutsche Familie, interpreta il ruolo di Ferdinand nel premiato film Il nastro bianco di Michael Haneke. Nel 2010 recita in Rammbock e nel film televisivo Inspektor Barbarotti - Mensch ohne Hund. Nel 2011 recita nel ruolo di Felix Hartung nel film drammatico Lezioni di sogni, che gli ha valso una nomination agli Young Artist Award come "Miglior giovane attore protagonista in un lungometraggio internazionale".
Dopo aver recitato in alcune serie televisive come Squadra Speciale Stoccarda, Squadra speciale Lipsia e Tatort, nel 2017 ha recitato nel film televisivo Die Freibadclique. 
Nel tempo libero è attivo nello sport, specialmente come velista in una classe giovanile (29er).

## Riconoscimenti
- New Faces Awards 2011 – Miglior attore per Lezioni di sogni

## Filmografia

### Cinema
- Die kleine Benimmschule 2 - Cortometraggio (2006)
- Sara - Cortometraggio (2008)
- Maga Martina e il libro magico del draghetto (Hexe Lilli: Der Drache und das magische Buch) (2009)
- Il nastro bianco (Das weiße Band - Eine deutsche Kindergeschichte) (2009)
- Rammbock (2010)
- Lezioni di sogni (Der ganz große Traum) (2011)
- Oh Boy: Un caffè a Berlino (Oh Boy) (2012)
- Camouflage (2014) Cortometraggio
- Abschussfahrt (2015)
- Milliardenmarsch (2016) Cortometraggio
- La mia diabolica amica (Meine teuflisch gute Freundin), regia di Marco Petry (2018)

### Televisione
- Krupp - Eine deutsche Familie (2009) Miniserie TV
- Prinz & Bottel (2010) Miniserie TV
- Inspektor Barbarotti - Mensch ohne Hund (2010) Film TV
- Squadra Speciale Stoccarda (SOKO Stuttgart), nell'episodio "Ragazzi difficili" (2011)
- Das Mädchen mit den Schwefelhölzern (2013) Film TV
- Heiter bis tödlich - Akte Ex, nell'episodio "Auf Entzug" (2013)
- Squadra speciale Lipsia (SOKO Leipzig), nell'episodio "Fermo o sparo!" (2013)
- Stubbe - Von Fall zu Fall, nell'episodio "Mordfall Maria" (2014)
- Tatort (Tatort), negli episodi "Der Wald steht schwarz und schweiget" (2012), "Fette Hunde" (2012) e "Das Muli" (2015)
- Im Zweifel (2016) Film TV
- Zweibettzimmer (2017) Film TV
- Die Freibadclique, regia di Friedemann Fromm – film TV (2017)
- Walpurgisnacht (2019) Miniserie TV
- Il Grifone - serie TV (2023)

## Doppiatori italiani
Nelle versioni in italiano delle opere in cui ha recitato, Theo Trebs stato doppiato da:
- Manuel Meli in Lezioni di sogni